# ブラックソーン
ブラックソーン ( Blackthorn Cocktail ) は、アイリッシュ・ウイスキーまたはスロー・ジンをベースとしたカクテル。
アイリッシュ・ウイスキーをベースにしたものをアイリッシュ・ブラックソーン、スロー・ジンをベースにしたものをイングリッシュ・ブラックソーンと区別して呼ぶこともある。

## 由来
ブラックソーンはスローベリー（スピノサスモモ）の英名。
日本バーテンダー協会編によるカクテルブック、『サヴォイ・カクテル・ブック』などでは、アイリッシュ・ブラックソーンを主とし、イングリッシュ・ブラックソーンをバリエーションとしている。
日本バーテンダー協会編のカクテルブックでは、「古代のアイルランド人はブラックソーンの若木で作った棍棒を武器として用いており、それに因んだカクテル名」と解説している。
また、スロー・ジンは、通常のジンで用いられるジュニパーベリーの代わりにスローベリーを用いたものである。

## 標準的なレシピ
アイリッシュ・ブラックソーン
- アイリッシュ・ウイスキー - 1/2
- ドライ・ベルモット - 1/2
- アブサン（またはパスティス） - 2ダッシュ
- アンゴスチュラ・ビターズ - 2ダッシュ

イングリッシュ・ブラックソーン
- スロー・ジン - 2/3
- スイート・ベルモット - 1/3
- オレンジ・ビターズ - 2ダッシュ

## 作り方
アイリッシュ・ブラックソーン、イングリッシュ・ブラックソーンのどちらもステアで作られる。
1. 材料と氷をミキシンググラスに入れ、ステアする。
2. ストレーナーを使いながらカクテルグラスに注ぐ。

2014年出版の『サヴォイ・カクテル・ブック』では、「BLACKTHORN COCKTAIL」としてアイリッシュ・ブラックソーンが掲載されており、アブサン、アンゴスチュラ・ビターズはそれぞれ3ダッシュ、シェイクで作るレシピとなっている。イングリッシュ・ブラックソーンは「BLACKTHORN COCKTAIL(No.2)」として掲載されており、オレンジ・ビターズが1ダッシュになっているがステアで作るのは同じ。